# Tunnel du Rove

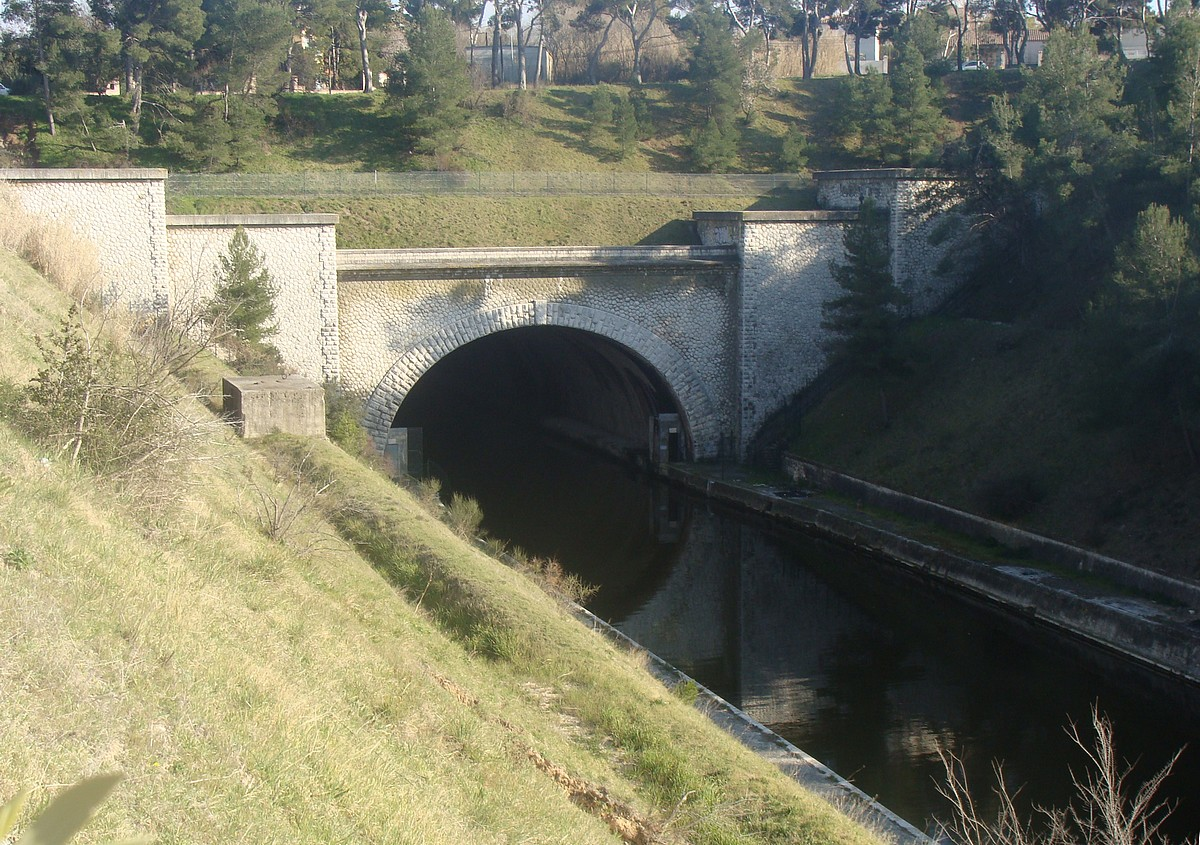
Nordwestportal

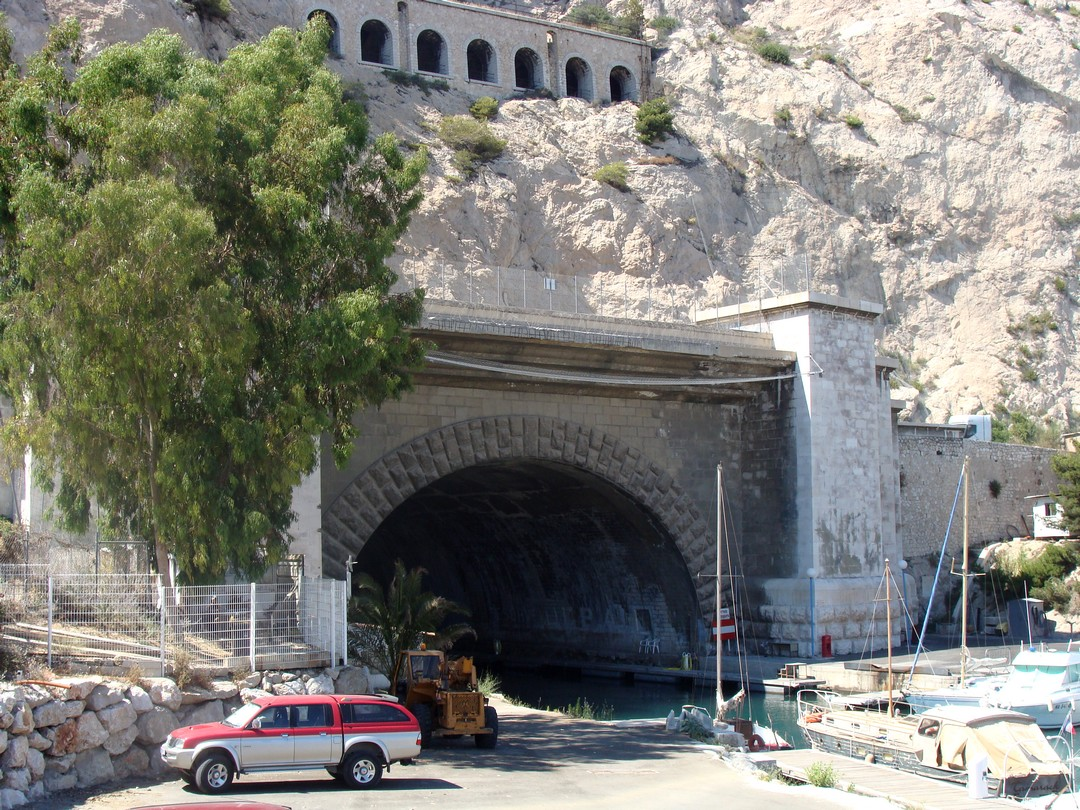
Südostportal

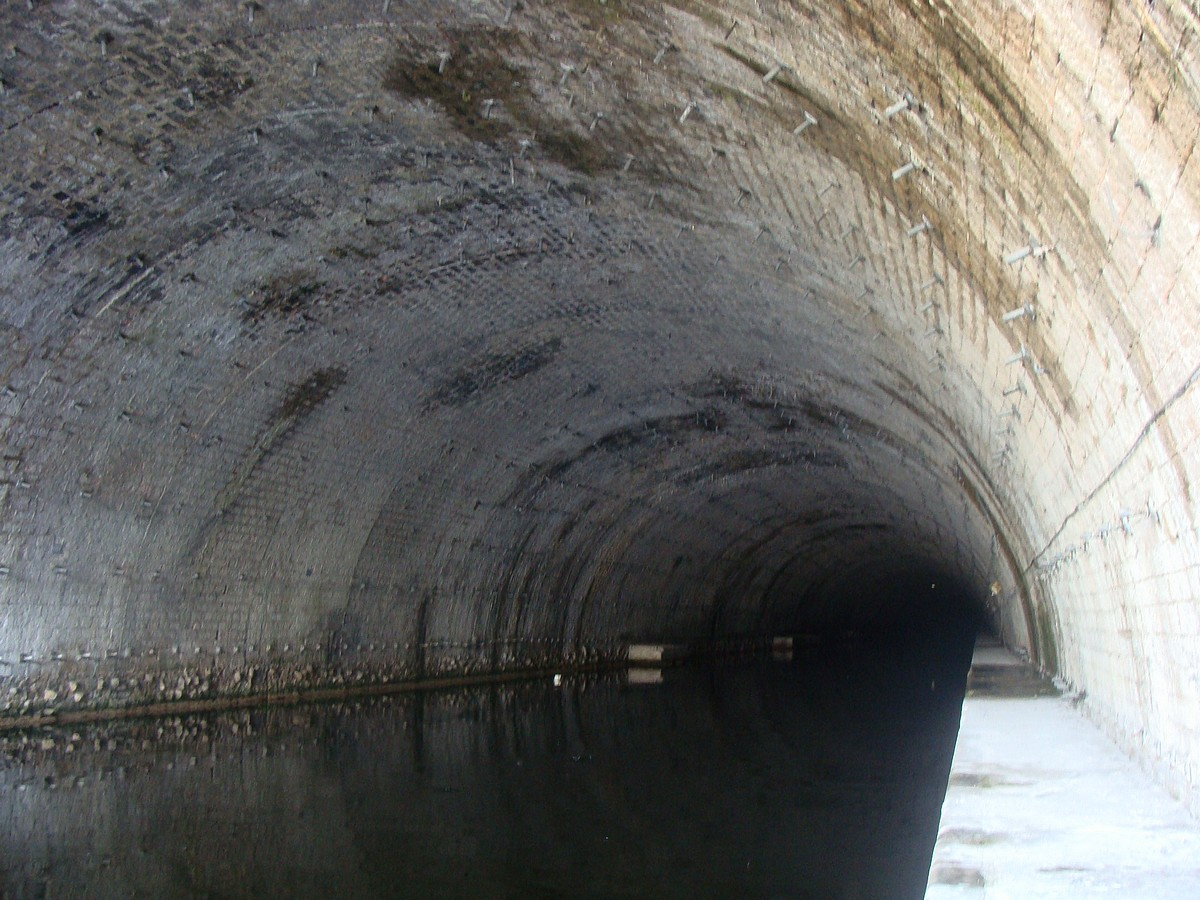
Im Inneren des Tunnels

Der Tunnel du Rove ist ein ehemals schiffbarer Kanaltunnel und Teil des Schifffahrtskanales Canal de Marseille au Rhône. Er wurde zwischen 1911 und 1927  errichtet. Der Tunnel unterquert das Estaque-Gebirge und ist nach der kleinen Ortschaft Le Rove benannt. Gelegen ist der Tunnel im Süden Frankreichs, in der Region Provence-Alpes-Côte d’Azur.
Am Bau des Tunnels beteiligten sich hauptsächlich Arbeiter aus Italien und Spanien. Seit einem Teileinsturz am 17. Juni 1963 ist der Tunnel für den Verkehr gesperrt. Der Einsturz hinterließ oberirdisch bei dem Ort Gignac-la-Nerthe einen Krater von 15 Metern Tiefe. Die Einsturzstelle liegt etwa 5,4 km vom Südostportal (Richtung Marseille) entfernt und wurde vor einigen Jahren baulich stabilisiert. Beidseitig der Einsturzstelle befinden sich Schächte zur Oberfläche. Die Mächtigkeit des über dem Tunnel auflastenden Gesteins betrug in diesem Bereich ursprünglich zwischen 35 und 45 Metern.
Im Herbst 2022 erfolgte eine Untersuchung des Gewölbes, da sich im darüberliegenden Ort Risse an Häusern gebildet hatten.

## Lage
Der Tunnel beginnt im Hafen von Marseille (Port de la Lave). Er ist 7,12 Kilometer lang, 22 Meter breit und 15,4 Meter hoch. Bei einem Tiefgang von vier Metern war er mit Schiffen bis zu 1.500 Tonnen befahrbar, die sich auch im Tunnel begegnen konnten. Den Abmessungen nach gehört er zu den größten Schifffahrtstunnels weltweit. Bei Marignane tritt er wieder ans Tageslicht und wird über eine offene Kanalstrecke von 3,4 Kilometern Länge mit dem Étang de Bolmon, einer Bucht des Étang de Berre, verbunden.

### Koordinaten
- Südostportal: 43° 21′ 35″ N, 5° 17′ 37,6″ O
- Nordwestportal: 43° 23′ 58,5″ N, 5° 13′ 29,3″ O
- Einsturzstelle: 43° 23′ 24,3″ N, 5° 14′ 27,8″ O
- westlicher Lüftungsschacht: 43° 23′ 28″ N, 5° 14′ 23,3″ O
- östlicher Lüftungsschacht: 43° 23′ 23,2″ N, 5° 14′ 31,6″ O